# دهستان فولادلوی جنوبی
دهستان فولادلوی جنوبی نام دهستانی در بخش هیر شهرستان اردبیل، استان اردبیل در ایران است. براساس سرشماری مرکز آمار ایران در سال ۱۳۸۵، جمعیت آن ۳۱۴۸ نفر (۶۲۹ خانوار) بوده‌است.